# Comps (Gard)
Comps – miejscowość i gmina we Francji, w regionie Oksytania, w departamencie Gard.
Według danych na rok 1990 gminę zamieszkiwało 1435 osób, a gęstość zaludnienia wynosiła 167 osób/km² (wśród 1545 gmin Langwedocji-Roussillon Comps plasuje się na 258. miejscu pod względem liczby ludności, natomiast pod względem powierzchni na miejscu 826.).